# Ibai Meoki Etxebeste
Ibai Meoki Etxebeste (geboren am 28. Dezember 1988 in Doneztebe) ist ein spanischer ehemaliger Handballspieler.

## Vereinskarriere
Meoki spielte zunächst bei SDC San Antonio, mit dem er in der Saison 2007/08 in der Liga Asobal debütierte. Ab 2012 lief er für Helvetia Anaitasuna auf, ebenfalls in der Liga Asobal. Im Jahr 2015 wechselte Meoki nach Deutschland, wo er in der 2. Bundesliga spielte. Die Spielzeiten 2015/16 und 2016/17 bestritt er mit der HG Saarlouis, wechselte dann für die Saison 2017/18 zum Ligakonkurrenten ThSV Eisenach. Zur Saison 2018/19 kehrte er nach Spanien zurück und wurde wieder von Helvetia Anaitasuna verpflichtet, mit dem er seitdem in Spaniens erster Liga spielte. Im Juni 2020 und 2022 wurde sein Vertrag mit dem Verein aus Pamplona verlängert und nach der Saison 2022/23 beendete er seine Karriere.
Mit dem Team des SDC San Antonio nahm er am Europapokal der Pokalsieger 2010/11 teil.

## Auswahlmannschaften
Ibai Meoki bestritt im November 2008 und März 2009 insgesamt vier Länderspiele mit der Juniorennationalmannschaft Spaniens, in denen er vier Tore warf.